# Terex

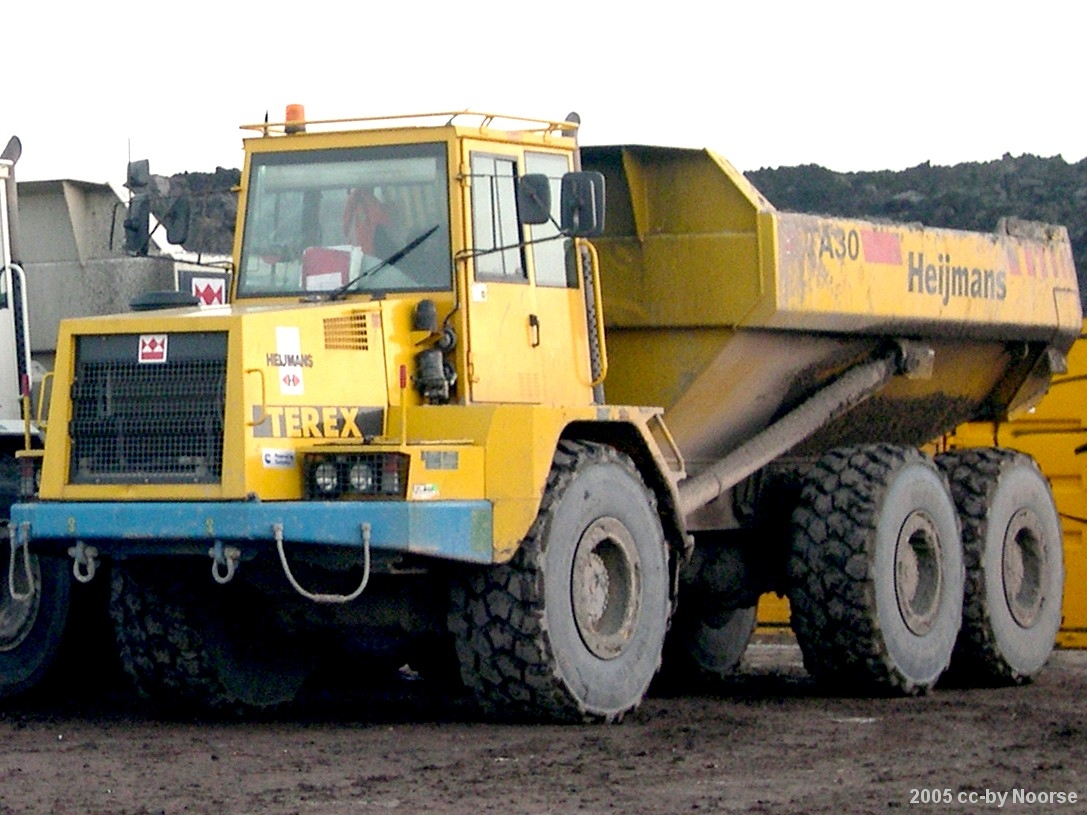

Terex Corporation, amerikansk tillverkare av tunga nyttofordon i  Westport, Connecticut
Terex var tidigare en division av General Motors. Företaget har intressen i Demag och Kaelble. 
Har vuxit mycket de senaste åren genom en aggressiv upphandlingstrategi av andra entreprenadmaskinsföretag. Terex köpte en majoritetspost i Tatra 2003 men den såldes 2006. 
Företaget har ca 20 000 anställda och är representerat i 170 länder. 
Terex materialhanteringsdivision med bland annat Demags tidigare krantillverkning och produktion av reachstackers övertogs 2017 av Konecranes. 